# Teatre estatal hongarès de Cluj-Napoca

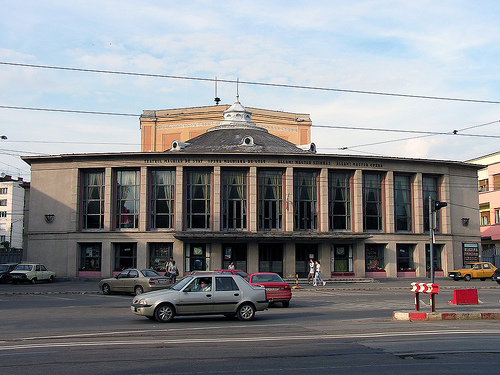
L'edifici del teatre i l'òpera hongaresos a Cluj-Napoca

Teatre estatal hongarès de Cluj (en hongarès: Kolozsvári Állami Magyar Színház; en romanès: Teatrul Maghiar de Stat din Cluj) és un teatre de Cluj-Napoca (Romania). Les actuacions es fan en hongarès, amb traducció simultània al romanès o a l'anglès normalment disponible. L'estructura, construïda durant els anys 1909-1910 i reconstruïda el 1959-1961, té capacitat per a 862 persones. L'edifici també acull l'òpera hongaresa de Cluj-Napoca.

## Història
El Teatre Hongarès de Cluj es va fundar el 1792 i va ser la primera companyia de teatre hongaresa a Transsilvània, que ara forma part de la Romania moderna. El Teatre Hongarès de Cluj funciona com a teatre de repertori, totalment subvencionat pel Ministeri de Cultura de Romania.
Els períodes definitoris del teatre van ser marcats per directors de fama internacional que es consideren figures clau del teatre hongarès i europeu, com Gyula E. Kovács, l'iniciador de la sèrie Shakespeare, Jenő Janovics, fundador del primer estudi de cinema hongarès, i György Harag, un gran mestre del teatre a Romania.
El 1990 Gábor Tompa va ser nomenat director artístic del Teatre Hongarès de Cluj. Sota el seu lideratge, el teatre ha continuat la tradició d'innovació de Harag, basada en un repertori que inclou obres mestres clàssiques així com obres contemporànies. Durant els últims 18 anys el Teatre Hongarès de Cluj ha tingut aligof el teatre contemporani i va ocupar el seu lloc en el circuit dels teatres europeus. Això s'ha degut en gran part a coproduccions internacionals i col·laboracions amb professionals de renom mundial: directors com Vlad Mugur, Silviu Purcărete, Andrei Șerban, Mihai Măniuţiu, Victor Ioan Frunză, Mathias Langhoff, David Zinder, Dragoş Galgoţiu, Patrick Le Mauff, Elie Malka, Dominique Serrand, Michal Docekal i Robert Woodruff; escenògrafs i vestuaris com Andrei Both, Csaba Antal, Doina Levintza, Lia Manţoc, Martin Chocholousek, Dragos Buhagiar i Helmut Stürmer; i compositors com Vasile Şirli i Iosif Herţea.
Les produccions del Teatre Hongarès de Cluj han rebut un important reconeixement nacional i internacional. El 1993, The Bald Prima Donna d' Eugène Ionesco, dirigida per Gábor Tompa, va guanyar el premi a la millor interpretació estrangera de l'any quan va fer una gira per Anglaterra; també va anar a Finlàndia, França, la República de Moldàvia i Hongria. L'any 2007, la producció de Tompa del Long Friday d'András Visky es va presentar al XVI Festival de la Unió de Teatres d'Europa a Torí. I l'any 2008, UNITER, la Unió de Teatres Romanesos, va concedir tres premis a la producció del Teatre Hongarès de l'Oncle Vanya d'Anton Txékhov, dirigida per Andrei Şerban. András Hatházi va rebre el premi al millor actor per la seva actuació en el paper principal, i Andrei Şerban el premi al millor director de l'any, mentre que la producció en conjunt va guanyar el premi a la millor interpretació de l'any. Aquesta va ser la cinquena vegada que el Teatre Hongarès de Cluj guanyava el premi UNITER a la millor actuació de l'any. Anteriorment, Bus Stop el 1990, The Venetian Twins el 1998, The Cherry Orchard el 1999 i Woyzeck el 2005, van ser distingits per aquest honor. Llavors el 2009 "Tres germanes" es va convertir en la sisena actuació a guanyar el premi a la millor interpretació i Gábor Tompa es va convertir per quarta vegada en el millor director de l'any. "Víctor o poder als Xiquets" i Silviu Purcarete van repetir el "doble" l'any 2014.

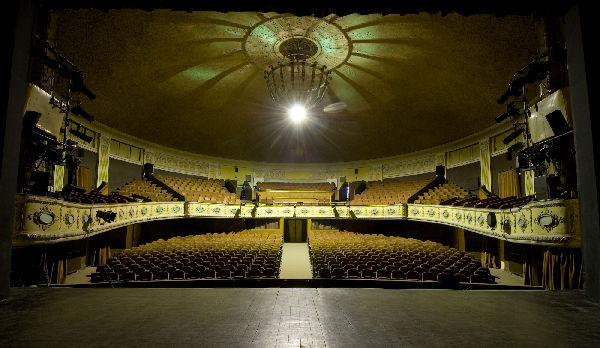
Interior del Teatre Hongarès

L'any 2007, en el 215è aniversari de la seva existència, el Teatre Hongarès de Cluj va acollir amb èxit el 1r Festival Internacional de Teatre INTERFERENCES, amb 12 produccions de 7 països.
L'abril següent, el teatre va ser acceptat com a membre de ple dret de la Unió dels Teatres d'Europa i a la tardor de 2008 el Teatre Hongarès de Cluj, juntament amb el Teatre Bulandra de Bucarest, van organitzar el XVII Festival de la Unió de Teatres d'Europa.